# Eosentomon sawasdi
Eosentomon sawasdi är en urinsektsart som beskrevs av Imadaté 1965. Eosentomon sawasdi ingår i släktet Eosentomon och familjen trakétrevfotingar. Inga underarter finns listade i Catalogue of Life.